# Distanciamento familiar
Distanciamento familiar é o término ou a redução de um relacionamento previamente existente entre membros da família, frequentemente a tal ponto que há pouca ou nenhuma comunicação por um período prolongado. Frequentemente, pelo menos uma das partes deseja que o distanciamento termine.
Distanciamentos familiares são os relacionamentos rompidos entre pais, avós, irmãos, filhos, primos, etc. As características do distanciamento podem incluir a falta de empatia em uma ou mais das partes envolvidas. Isso pode resultar em níveis aumentados de estresse em todas as partes, embora, no caso de um relacionamento abusivo, a vítima possa sentir alívio após a remoção da fonte de estresse.
Uma proporção significativa dos distanciamentos envolve uma terceira parte,(22–23) como um membro da família extensa ou o cônjuge do filho adulto. Por exemplo, um filho que não gosta de um padrasto pode se recusar a manter relacionamento com o pai que se casou com o padrasto; nesse caso, o padrasto é a terceira parte envolvida no distanciamento entre o filho e o pai. Em alguns casos, essa terceira parte fornece apoio emocional ao indivíduo que inicia o distanciamento, oferecendo-lhe um sistema alternativo de apoio social e permitindo o aprofundamento do distanciamento. Em outras situações, a terceira parte – de forma deliberada ou não – é, na verdade, a causa única ou principal para que dois membros da família se tornem distantes.
Em situações de distanciamento unilateral, o indivíduo rejeitado pode ou não tentar diversas estratégias para reparar a ruptura. Em alguns casos, assumir a responsabilidade e reparar palavras duras ou circunstâncias difíceis pode melhorar o relacionamento.
Em certos casos, o iniciador do distanciamento estipula limites para manter um contato reduzido (e, assim, limitar os danos emocionais) com a pessoa que considera um possível abusador. Em outros, o iniciador não consegue ou não deseja considerar qualquer tipo de reconciliação.

## Implicações para a saúde
Embora a saúde psicológica e física da parte rejeitada possa se deteriorar, a do iniciador do distanciamento pode melhorar com o fim do abuso e do conflito. A rejeição social no distanciamento familiar equivale ao ostracismo, o qual mina quatro necessidades humanas fundamentais: a necessidade de pertencer, a necessidade de controle em situações sociais, a necessidade de manter altos níveis de autoestima e a necessidade de ter um sentido de existência significativo. As partes rejeitadas sofrem consequências psicológicas adversas, como solidão, baixa autoestima, agressividade e depressão.
O distanciamento familiar ativa a resposta de luto, pois as pessoas que o experienciam frequentemente o veem como uma perda inesperada e para a qual não estavam preparadas. Contudo, o membro da família rejeitado pode não alcançar a etapa final do luto, que é a aceitação, uma vez que a "morte social" do relacionamento é potencialmente reversível. O sofrimento prolongado da parte rejeitada, aliado a um estigma – seja ele percebido ou real – por ter sido excluído por um membro da família, resulta em isolamento e mudanças comportamentais.
Assistentes sociais que trabalham com a população idosos estão na linha de frente de um novo impacto do distanciamento familiar. Membros da família ausentes ou que não oferecem suporte durante os momentos finais de uma vida aumentam agudamente a dor e o estresse dos últimos dias.

## Demografia
Um estudo com adultos distanciados de seus pais nos Estados Unidos, publicado em 2023, constatou que os adultos eram mais propensos a se distanciar do pai do que da mãe, que indivíduos LGBT eram significativamente mais propensos do que adultos heterossexuais a se distanciar do pai, enquanto a orientação sexual não influenciava a probabilidade de distanciamento da mãe. Adultos negros eram um quarto menos propensos a se distanciar de suas mães do que adultos brancos, mas três vezes mais propensos a se distanciar de seus pais. Em média, as pessoas que se distanciaram dos pais o fizeram por volta dos vinte e poucos anos. Muitos distanciamentos foram, eventualmente, reconciliados.
Uma pesquisa realizada em outubro de 2022 pelo YouGov nos Estados Unidos constatou que 29% dos americanos estavam distanciados de um pai (11%), filho (9%), irmão (14%) ou avô/avó (5%). Números consideravelmente maiores de homens gays (49%), mulheres lésbicas (55%) e pessoas bissexuais (38%) estavam distanciados de um membro da família em comparação com pessoas heterossexuais (27%).

### Cultura
Atitudes culturais influenciam a frequência do distanciamento, sendo que os Estados Unidos apresentam aproximadamente o dobro de distanciamentos entre pais e filhos em comparação com Israel, Alemanha, Inglaterra e Espanha.
O destaque dado ao indivíduo em detrimento da unidade familiar coletiva é considerado um fator que contribui para o distanciamento, além de servir como justificativa para o mesmo. Em culturas individualistas, o distanciador pode atribuir as causas do distanciamento a abusos emocionais, físicos ou sexuais. Alguns apontaram para mudanças políticas e culturais recentes, por exemplo, uma "enorme expansão em comportamentos descritos como prejudiciais, traumatizantes ou abusivos" que ocorreu em um curto espaço de tempo, isto é, em uma única geração. Outros distanciadores podem apontar a falta de apoio emocional ou o conflito de valores como justificativa, ou até culpar a outra parte por sua própria infelicidade.
O distanciamento é uma experiência isoladora que vai além do rompimento do vínculo familiar. Estudos em ciências sociais constataram que nem os pais distanciados nem seus filhos adultos costumam discutir esse distanciamento devido ao estigma social e às frequentes reações negativas.
Para algumas vítimas de abuso psicológico ou emocional, o dano ocorre ao longo de um extenso período por meio de um padrão característico de abuso sutil e negado. Para essas pessoas, a validação pode nunca se manifestar de forma significativa, a não ser que venha através de ajuda profissional. Os distanciados também podem se tornar menos aceitos socialmente devido à redução da autorregulação, como reação à rejeição social.

## Causas Contribuintes
O distanciamento pode resultar do envolvimento ou interferência de uma terceira parte.

### Conflito de Valores ou Identidade
A orientação sexual, a escolha de cônjuge, a identidade de gênero, a política, a deficiência, a religião ou a ausência desses elementos podem fazer com que a parte distanciada se sinta julgada, não amada ou não aceita, levando-a a iniciar o distanciamento ou fazendo com que os pais deserdem seu filho. Questões relativas à educação, profissão e localização geográfica também são tópicos carregados de emoção que refletem valores sociais.

### Divórcio
O divórcio foi citado como razão para o distanciamento por 12,3% dos pais e 2,3% dos filhos em um estudo. Famílias divorciadas estão significativamente sobrerrepresentadas entre as pessoas que vivenciam o distanciamento entre pais e filhos.

### Abuso Infantil
O abuso infantil, na forma de abuso emocional, psicológico, sexual ou físico, foi citado por 13,9% dos filhos que iniciaram o distanciamento de um ou ambos os pais como razão para o mesmo. Além disso, 2,9% dos pais distanciados reconheceram sua falha em prevenir o abuso. O abuso por irmãos também é um fator em alguns distanciamentos entre irmãos.

### Abuso de Substâncias
O abuso de substâncias e o abuso de álcool, seja por parte do distanciador ou do distanciado, são causas comuns de tensão familiar e da separação resultante. O fator mais preditivo do distanciamento social, tanto para a dependência de álcool quanto para a de drogas, é a falta de moradia.

### Doença Mental
A doença mental, por parte do distanciador ou do distanciado, é também uma causa comum de tensão familiar e distanciamento.
O transtorno de estresse pós-traumático (TEPT) está correlacionado com o distanciamento familiar. Tanto os sintomas do portador de TEPT quanto a insuficiência de apoio dos membros da família podem contribuir para o distanciamento. Estudos com soldados portadores de TEPT concluíram que famílias com um paciente de TEPT necessitam de mais apoio para facilitar a cura e prevenir o distanciamento.

### Traição de Confiança
Desde disputas sobre heranças até insultos percebidos em ambientes públicos, um sentimento de traição pode enfraquecer os laços de confiança familiar.

## Explicações
Hipóteses concorrentes tentam compreender e explicar o distanciamento.

### Teoria de Bowen
A separação de jovens adultos de suas famílias de origem para formar suas próprias famílias faz parte do desenvolvimento humano normal. Segundo Murray Bowen, essa separação pode ocorrer de forma saudável e gradual, preservando as relações intergeracionais da família de origem e proporcionando continuidade e apoio tanto à nova família quanto à de origem. Alternativamente, uma cisão pode diferenciar essas fases da vida, enquadrando o distanciamento familiar na segunda categoria.
Na teoria de Bowen, o corte emocional e a evitação são mecanismos de enfrentamento inadequados para lidar com a ansiedade e o estresse. Esses mecanismos representam sistemas emocionais e intelectuais fundidos, de modo que as emoções sobrepõem o pensamento objetivo e governam o comportamento. A baixa diferenciação está associada a problemas contínuos nos relacionamentos e pode induzir estresse em outros. Em contrapartida, a alta diferenciação está ligada à interdependência emocional e à cooperação multigeracional. A triangulação ocorre quando uma terceira parte se envolve na dinâmica, podendo aumentar a tensão e desencadear rebeliões.
Na teoria de Bowen, tanto o distanciador quanto o distanciado podem recorrer a relações sociais e profissionais para formar famílias substitutas. Grupos de apoio e outras organizações intensamente emocionais também servem como canal para a energia emocional decorrente de questões não resolvidas com pais, irmãos e demais familiares.

### Crescimento Pessoal
Apenas desde o final do século XX o distanciamento familiar tem sido interpretado – geralmente pelos distanciadores, e não pelos membros involuntariamente distanciados – como sinal de crescimento pessoal. Isso reflete uma mudança recente na visão das famílias, deixando de ser fonte de obrigações morais e apoio material para serem vistas como instrumentos para aumentar a felicidade individual e afirmar identidades pessoais. Pessoas com essa visão podem afirmar que sua escolha é corajosa, e não fruto de um comportamento evitativo ou egoísta.

## Custos e Benefícios
No caso do distanciamento entre pais e filhos – onde, normalmente, o filho adulto é o distanciador – este pode obter benefícios como a sensação de adquirir poder, liberdade ou controle no relacionamento. Os pais rejeitados não experimentam benefícios, mas sofrem com o estigma social e sentimentos de perda.

## Reconciliação
A reconciliação e a resolução do conflito são possíveis em algumas situações. Decidir "seguir em frente" e não buscar a validação emocional de que as outras partes concordem sobre o que ocorreu no passado ajuda algumas pessoas a construir um relacionamento funcional, mesmo que, às vezes, mais limitado. Isso pode envolver o estabelecimento colaborativo de limites, por exemplo, para que todas as partes concordem que um assunto particularmente difícil não será discutido. Por exemplo, pais e seus filhos adultos podem definir juntos a frequência de comunicação ou quais informações devem ser consideradas privadas.
Os gatilhos para a reconciliação incluem mudanças na situação familiar decorrentes de morte ou divórcio, preocupações com saúde e mortalidade, e o desenvolvimento de uma perspectiva mais clara sobre a situação original com o passar do tempo.

## Leituras adicionais
- Pillemer, Karl A. (8 de setembro de 2020). Linhas de Falha: Famílias Fraturadas e Como Consertá-las. Nova York: Avery. ISBN 978-0-525-53903-2. OCLC 1145305518

## Links externos
- Caridade Stand Alone
- Juntos Distanciados (organização sem fins lucrativos)
- Postagem de blog por um terapeuta que trabalha com distanciamento